# Hervanta

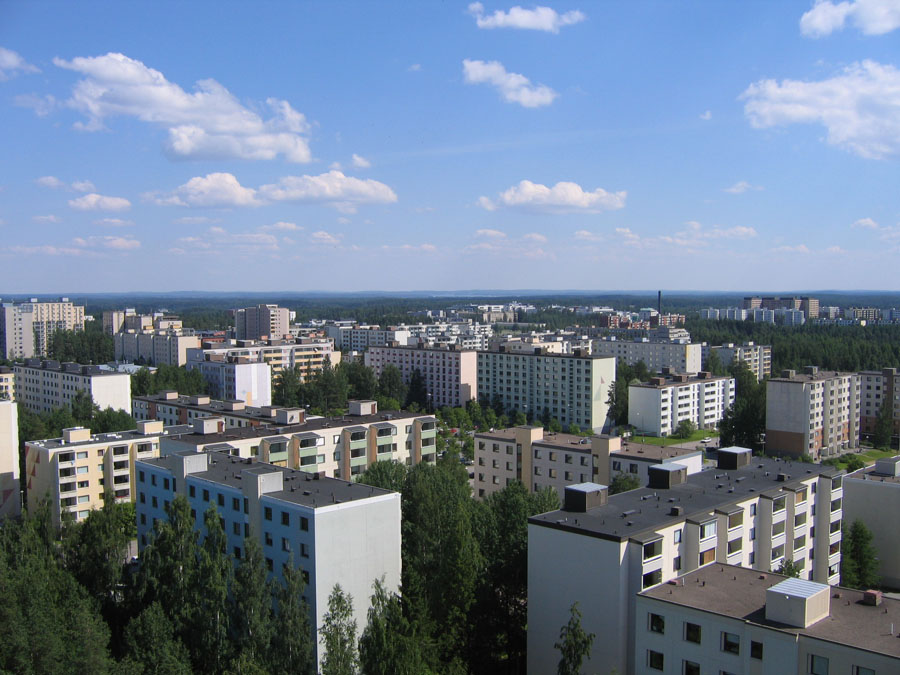
Pohled na Hervantu z vodárenské věže

Hervanta je velké předměstí finského města Tampere. Leží asi 10 km na jihovýchod od jeho centra.
V Hervantě bydlí přes 26 000 lidí. Je známá svými bloky panelových domů. Celkem je zde asi 11 000 bytů. Téměř třetina jejích obyvatel jsou studenti. Většina z nich navštěvuje místní Tamperskou technickou univerzitu nebo policejní akademii. Největší studentskou kolejí je Mikontalo. Téměř desetina obyvatel Hervanty jsou cizinci více než 75 různých národností.
Hervanta se začala stavět v roce 1972 na „zelené louce“. Nyní se rozkládá na ploše 13,8 km² a stále roste. Komplex komerčních a veřejných budov v centru předměstí bylo navrženo finským architektem Reimou Pietilou.
Předměstí je obklopeno lesy a jezery. K dispozici jsou jak lyžařské, tak cyklistické a bruslařské stezky. Protiatomové kryty Hervanty mají mnoho civilních využití, například jako plavecký bazén nebo zimní stadion.
Hervanta je s centrem města spojeno čtyřproudou silnicí. V příštích letech je v plánu vybudovat mezi Hervantou a centrem rychlodráhu po vzoru Helsinek.
V roce 2003 bylo v průzkumu provedeným celostátními novinami Helsingin Sanomat označeno za nejlepší finské předměstí. Čtvrť je ale také známa svojí zvýšenou kriminalitou a poměrně vysokou nezaměstnaností. Obecně se považuje za příjemnou pro bydlení během studia, ale později z ní lidé odcházejí do lukrativnějších částí města.

## Technologie
Hervanta se někdy nazývá Křemíkovým údolím Finska, protože zde v sousedství technické univerzity sídlí mnoho špičkových firem z různých technologických oborů, z nichž asi největší je Nokia. První telefonní volání GSM telefonem bylo uskutečněno v roce 1991 právě v Hervantě, když zde firma Radiolinja začala stavět svou GSM síť.